# السلمانية الشمالية (الأحساء)
السلمانية الشمالية حي في الهفوف في المنطقة الشرقية في المملكة العربية السعودية.

## الموقع
يقع حي السلمانية الشمالية بمحافظة الأحساء شمال طريق الرياض، وجنوب طريق الملك فهد، كما يحده من الشمال حي عين نجم ومن الجنوب حي السلمانية الجنوبية ومن الشرق حي الصيهد.

## المرافق
مركز جوهرة السلمانية للتموين، ومسجد آل غنام، ومسجد الشافعي، وجامع صالح العتيبي، ومسجد طلحة بن عبيد الله، ومسجد اليرموك، وجامع الخزان (الشيخ سليمان الحصين)، ومسجد سارة العتيبي، ومسجد معاذ بن جبل بالسلمانية الشمالية، ومسجد الشافعي، ومسجد الأرقم بن أبى الأرقم، ومركز صحي السلمانية، والمدرسة العشرون الابتدائية للبنات، ومدرسة شعاع الخليج العالمية، والابتدائية الثانية بالهفوف، والمدرسة الثانوية السابعة عشر بالهفوف، ومدرسة سعد بن عبادة الثانوية بنين، ومطعم وايت هاوس برجر، ومركز دبي للمواد الغذائية، ومجمع رياض غاليري، وصراف مصرف الراجحي، ومركز هيونداي المجدوعي، ومحطة الدريس للمحروقات، ومدرسة الثانوية السابعة عشر، ومسجد خالد بن الوليد، وصراف الرياض، وحديقة ديمونورا.